# Hospital de San Pablo (Vietnam)
El Hospital de San Pablo (en vietnamita: Bệnh viện đa khoa Xanh Pôn) es un gran complejo médico de varios campos situado en la parte central de Hanói, la capital de Vietnam. El hospital fue fundado durante la dominación colonial francesa en Indochina (siglo XIX, principios del siglo XX). Como la indica su nombre, es un hospital religioso que se caracteriza por ser el más grande Hôtel-Dieu en Indochina, administrado por la Arquidiócesis de Hanói.
El hospital es uno de los principales centros médicos en Hanói en servir a aquellos que sufren de por accidentes, y las personas con traumas externos. De acuerdo con el "Proyecto de Mejoramiento de la Capacidad en el hospital de San Pablo", en el marco de las bases de concesión de la ayuda del Gobierno de Japón, en 2007, la instalación recibió 84.954 dólares para la compra de equipos para el control (1 pieza), ventiladores (2 piezas ) y electrocardiografía (1 pieza), que son necesarios para primeros auxilios y atención crítica a los pacientes con traumas.